# Parada (Paredes de Coura)
Parada ist eine Gemeinde (Freguesia) im nordportugiesischen Kreis Paredes de Coura. In ihr leben 278 Einwohner (Stand 19. April 2021).